# Il tavolo da cucina
Il tavolo della cucina (in francese La Table de cuisine) è un dipinto su tela di Paul Cézanne, eseguito tra il 1889 e il 1890. Il dipinto è conservato a Parigi al Musée d'Orsay dal 1986.
Il primo piano dell’opera è dominato da un tavolo coperto da una tovaglia bianca spiegazzata, con sopra una grande canestra di frutta e degli oggetti comuni presenti nella cucina. Nel dipinto abbiamo un processo di riduzione delle regole formali e prospettiche, infatti il vaso di terracotta e la cesta sono viste dall’alto, mentre il resto con un'ottica frontale. Le due parti del tavolo, divise dalla tovaglia, non sono allineate perché collocate ad una differente altezza. La pera a destra è sproporzionata, così come il tavolo che è rappresentato con un’ottica frontale, a tal punto che sembra ribaltarsi verso l'osservatore. La natura morta domina nonostante le dimensioni ridotte della tela.
Lo stesso Cézanne firma il quadro in basso a destra, donandolo a Paul Alexis, che lo tenne dal 1891 al 1892.

## Mostre
- Salon d'automne, Parigi, 1907.
- Art contemporain, Parigi, 1912.
- Paul Cézanne, Basilea, 1936.
- Natures mortes anciennes et modernes, Rennes, 1953.
- Hommage à Cézanne, Parigi, 1954.
- André Malraux, Saint-Paul, 1973.
- Cézanne dans les musées nationaux, Parigi, 1974.
- Paul Cézanne, Madrid, 1984.
- Cézanne, Parigi, 1995.
- Cézanne, Londra, 1996.
- Cézanne, Filadelfia, 1996.
- Classic Cézanne, Sydney, 1998.
- Art made Modern. Roger Fry's Vision of Art, Londra, 1999.
- L'Impressionnisme et l'art moderne, Seul, 2000.
- Impressionist Still Life, Washington, 2001.
- Impressionist Still Life, Boston, 2002.
- L'impressionismo e l'eta di Van Gogh, Treviso, 2002.
- Van Gogh, Gauguin, Cézanne & beyond, Post-Impressionism from the Musée d'Orsay, Canberra, 2009.
- Post-impressionnisme - 115 chefs-d'oeuvre de la collection du musée d'Orsay, Tokyo, 2010.
- Van Gogh, Gauguin, Cézanne, and beyond : Post-impressionist masterpieces from the Musée d'Orsay, San Francisco, 2010.
- Cézanne: les ateliers du Midi, Milano, 2011.
- Le cubisme, Centro Georges Pompidou, Parigi, 2018-2019.